# Diplotaxis hebes
Diplotaxis hebes är en skalbaggsart som beskrevs av Bates 1888. Diplotaxis hebes ingår i släktet Diplotaxis och familjen Melolonthidae. Inga underarter finns listade i Catalogue of Life.